# Tosca (Software)
Die Tosca Testsuite ist ein Software-Tool für die automatisierte Durchführung von Funktional- und Regressions-Tests an Software. Neben den Funktionen der Testautomatisierung beinhaltet Tosca ein integriertes Testmanagement, eine grafische Benutzeroberfläche (GUI) und eine Anwendungsprogrammierschnittstelle (API). Die Tosca Testsuite wird von dem österreichischen Softwareunternehmen TRICENTIS Technology & Consulting GmbH mit Sitz in Wien entwickelt. Tosca wurde 2011 als „Visionär“ in Gartner Inc.s „Magic Quadrant for Integrated Software Quality Suites“ ausgezeichnet. Den Status „Visionär“ bekam sie bis 2014. 2015 wurde der Tricentis Tosca Testsuite von Gartner im Magic Quadrant der Status „Leader“ verliehen.

## Architektur und Funktionsumfang
Tosca ist ein Toolset für Testmanagement, Testdesign, Testausführung und Testdatengenerierung für funktionale und Regressionstests. Die Tosca Testsuite besteht aus folgenden Komponenten:
- Der Tosca Commander ist das Ausführungstool der Testsuite. Es dient dem Aufbau, der Verwaltung, Ausführung und Analyse von Testfällen.[6]
- Die Tosca TBox ist eine Ausführungsschicht, die zur Erstellung automatisierter Tests und deren Ausführung dient.
- Tosca OSV dient zur Virtualisierung von Webservices.
- Eine API steht als native .NET-API oder als REST-Service zur Verfügung.

Einige Technologien, die nicht über die TBox-Ausführungsschicht abgedeckt sind, können über folgende Legacy-Komponenten automatisiert werden:
- Im Tosca Wizard werden technische Informationen in sogenannten Modulen (XML-GUI Maps) abgelegt, um ein Modell der Applikation aufzubauen.[7] Zur Erstellung von Testfällen werden Module über Drag and Drop zusammengeführt und mit Werten und Aktionen zur Verifizierung versehen.[5]
- Der Tosca Executor führt die Testfälle nach der Erstellung aus und bildet die Ergebnisse im Tosca Commander ab.

Das Test Repository ist Teil der Versionsführung der Tosca Testsuite und speichert alle protokollierten Testobjekte ab.

### Funktionsumfang
Zu den wesentlichen Funktionsmerkmalen der Tosca Testsuite zählen die Generierung von dynamischen synthetischen Testdaten, die hochautomatische, Business-dynamische Steuerung der Testfallerstellung und die Zusammenführung von manuellen und automatischen sowie GUI und non-GUI-Tests.
„Business-dynamische Steuerung“ bezeichnet das Konzept des Tosca Commanders. Es ist ein modellbasierter Ansatz, um „den gesamten Test und nicht nur die Eingabedaten dynamischer zu machen“. Die Dynamisierung des Tests soll eine fachliche Beschreibung von manuellen und automatisierten Testfällen ermöglichen. Somit können Testfälle nicht nur von Softwareentwicklern, sondern auch von fachlichen Benutzern (KMUs) erstellt, spezifiziert, automatisiert und verwaltet werden.
Die unterschiedlichen Testfälle lassen sich zudem nach ihrer Bedeutung für die reibungslose Abwicklung eines Geschäftsvorgangs gewichten. Damit bietet Tosca ein detailliertes Reporting, das die Auswirkung bestehender technischer Schwachstellen auf die Anforderungserfüllung aufzeigt. Das Beratungs- und Softwarehaus fecher setzt das Testwerkzeug bei Neuentwicklungen und Projekten zur Anwendungs- und Datenbankmigration ein.
Als Defizite im Vergleich zu anderen Test-Automatisierungslösungen wurden bezeichnet:
- Keine Last- oder Stresstests[11]
- Keine ActiveX-Komponenten

### Erweiterungen
Folgende Erweiterungen der Basis-Software existieren:
- Requirements: Anforderungen werden importiert, exportiert, bearbeitet und verwaltet. Die Anforderungen werden risikogewichtet und nach dem TestCase-Design mit den Testfällen verknüpft.
- TestCase-Design Workbench: definiert anhand von Requirements welche Testfälle zur Abdeckung des spezifischen Testobjekts benötigt werden und erstellt daraufhin Testfälle, in denen alle Kombinationen enthalten sind: paarweise, orthogonale Anordnung und lineare Erweiterung.[5][9]
- Reporting: Testergebnisse werden erfasst, analysiert und dargestellt. Individuelle Reports können unter Verwendung von List&Label erstellt werden bzw. als PDF- oder XML-Datei exportiert werden.[12]
- Tosca Easy Entrance: erstellt wiederverwendbare Bausteine über Drag & Drop.
- Benutzerverwaltung: Multiuser Konzept mit integrierten CheckIn- und CheckOut-Mechanismen und Versionierung.
- PDF-Vergleich und bidirektionale Anbindung von Microsoft Word und Microsoft Excel.
- Certified SAP Solution Manager Ready: Integration von Tosca Testsuite mit SAP GUI für Windows und eCATT
- Orchestrated Service Virtualisierung für virtualisierte Schnittstellen.

### Integration
Tosca Connect ist eine Integrationslösung, die als OEM Produkt vertrieben wird. Hiermit lassen sich Defects und Requirements aus Tosca mit mehr als 20 ALM Lösungen synchronisieren.

### Unterstützte Technologien
Die Automatisierung von Software-Tests wird für die folgenden Technologien unterstützt:
- Programmiersprachen und Frameworks: Delphi, DotNet inklusive WPF, Java Swing/SWT/AWT, Visual Basic
- Anwendungsentwicklungsumgebungen: Gupta, PowerBuilder
- Webbrowser: Internet Explorer, Mozilla Firefox, Chrome
- Hostanwendungen in 3270, 5250
- Zentrale Anwendungsprogramme: SAP, Siebel, ServiceNow, Finacle, Avaloq
- Einzelplatz-Anwendungsprogramme: Outlook, Excel
- Hardware & Protokolle: USB-Ausführung, Flash, SOAP (Webservices), ODBC

### Systemumgebung
Die Tosca Testsuite unterstützt die Betriebssysteme Microsoft Windows 7, 8, 8.1 und 10 (sowohl 32-bit als auch 64-bit Versionen).
Detaillierte Systemanforderungen finden sich auf der Herstellerseite.
Als Datenbanken für den Multiuser-Betrieb werden Microsoft SQL Server 2005, 2008 und 2012, Oracle 10g, 11g und 12c, und DB2 v.9.x (9.7 Fix Pack or later), 10.x unterstützt.

## Anwender und Branchen- und Best-Practice-Lösungen
Mit Stand November 2008 setzten 140 Kunden Tosca bei sich ein, 70 Prozent davon in Deutschland. Darunter ist die Deutsche Börse, bei denen Tosca im permanenten Testbetrieb läuft. In Österreich wird das Programm bei zahlreichen Banken und Versicherungen, Telekom- und Industrieunternehmen wie etwa OMV oder der EVN AG eingesetzt.
Es existieren verschiedene Branchen- bzw. Best-Practice-Lösungen:
- Tosca@SAP ist eine Best Practice-Lösung für den Einsatz der Tosca Testsuite in SAP-Umgebungen.
- Tosca@data ist eine Best Practice-Lösung für das TestCase-Design und die automatische Generierung von synthetischen Testdaten mit der Tosca Testsuite. Im Gegensatz zu anderen Lösungen werden hier keine Echtdaten verwendet.[8][16]
- Tosca@energy ist eine Best Practice-Lösung für Energieversorger, die die Tosca Testsuite zur Erfüllung der EU-Richtlinien und nationalen Vorschriften verwenden.